# Село при Загорју
Село при Загорју (словен. Selo pri Zagorju) је насељено место у општини Загорје об Сави, Засавска регија, Словенија.

## Историја
До територијалне реорганизације у Словенији било је у саставу старе општине Загорје об Сави.

## Становништво
У попису становништва из 2011. године, Село при Загорју је имало 309 становника.
| Број становника према пописима | Број становника према пописима | Број становника према пописима |
| ------------------------------ | ------------------------------ | ------------------------------ |
| 1991                           | 2002                           | 2011                           |
| 309                            | 324                            | 309                            |

Напомена: До 1953. исказивано под именом Село.